# Emil Kintzl

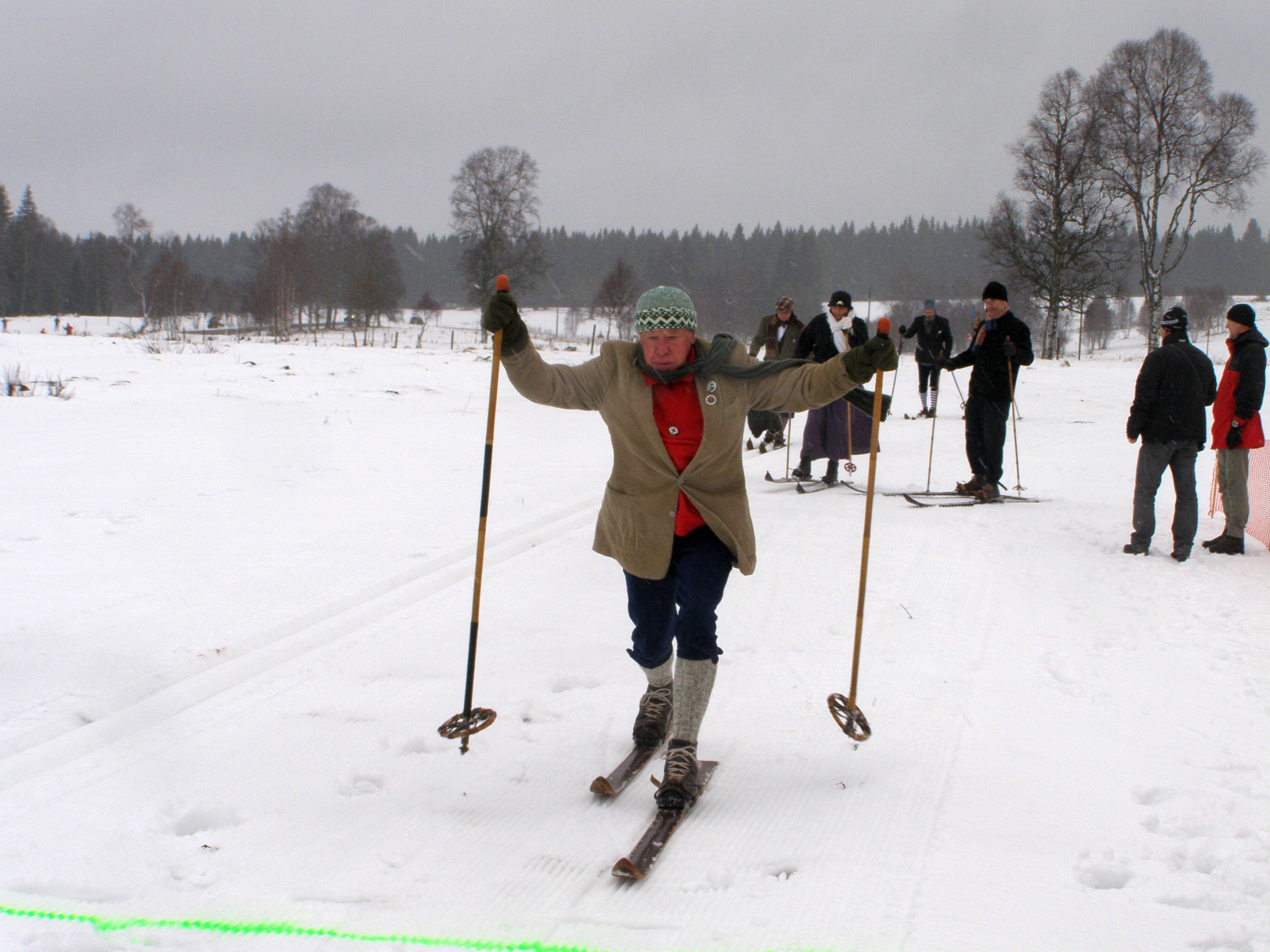
Na historických lyžích v rámci otevírání „Bílé stopy“ dne 27. prosince 2012 na šumavské Kvildě

Emil Kintzl (23. února 1934 Praha-Nusle – 14. března 2022 Plzeň) byl učitel, člen Horské služby, člen KČT a autor publikací o Šumavě.

## Život

### Rodinné pozadí a druhá světová válka
Emil Kintzl se narodil v Praze–Nuslích 23. února 1934 jako druhorozený (měl o dva roky staršího bratra) do rodiny vrchního účetního ředitele Hlavního města Prahy, ale již na podzim roku 1939 (po okupaci Československa nacisty) se rodina přestěhovala do Sušice, odkud pocházela jeho maminka a kde Emil Kintzl prožil celou druhou světovou válku. V květnu 1945 byl očitým svědkem osvobození Sušice americkou armádou. Několikadenní pobyt Američanů ve městě v něm navždy zanechal nesmazatelné vzpomínky.

### Poválečné roky (1945 až 1951)
Po skončení druhé světové války se Emil Kintzl několik let nadšeně věnoval skautingu ve skautském oddíle v Sušici (skautský slib složil v roce 1946). O prázdninách roku 1948 se zúčastnil posledního skautského letního tábora před zrušením této organizace. Tábor, ale především dramatické okolnosti odehrávající se v prostředí nedávno vysídlených německých vesnic a usedlostí jej ovlivnily na celý život. Teprve čtrnáctiletý Emil Kintzl byl svědkem toho, jak (ihned po skončení tábora) jejich tři skautští vedoucí ilegálně překročili státní hranici a odešli do emigrace pryč z Československé republiky. Odpor proti komunistickému režimu vyvěral z jeho vzpomínek na perzekuce nepohodlných lidí, činovníků Sokola, živnostníků a zemědělců, kteří odmítali vstoupit do JZD. Na vlastní kůži zažil nástup Svazu mládeže, do něhož nikdy nevstoupil. V roce 1948 zemřel Kintzlovi otec, maminka byla v domácnosti a pobírala minimální důchod. Emil tedy musel rodině ekonomicky pomoci – chodil na brigády do lesa nebo uhelných skladů. Po obecné škole a složení maturitní zkoušky na gymnáziu v Klatovech začal Emil Kintzl studovat vysokou školu (geometrii), ale studia nedokončil, protože jej znechutilo jednání svazáků a poměry, které na škole panovaly. Vrátil se domů na Šumavu, krátce se učil zámečníkem, potom šel ale do uhelných skladů a nějaký čas se živil rozvážením uhlí.

### Učitelování, studia, vojna, srpen 68 (1952 až 1975)
V roce 1952 nastoupil jako učitel tělocviku do školy v Hartmanicích (a učil tam až do roku 1954) a současně dálkově studoval v Plzni. Po návratu z vojenské prezenční služby (sloužil v Českém Krumlově a ve Kdyni; cvičil jako voják i na I. celostátní spartakiádě, která se konala v roce 1955) bylo jeho původní učitelské místo obsazené a tak vyučoval v malotřídce (dvoutřídce) v Srní a v roce 1958 nastoupil (z rodinných důvodů) jako tělocvikář do Kašperských Hor. Zde vstoupil jako dobrovolník do řad právě vzniklé stanice Horské služby. Od roku 1959 působil jako aktivní značkař turistických cest V průběhu 50. let 20. století byl Emil Kintzl svědkem brutální devastace regionu, rozstřílení celých vesnic nacházejících se v tehdejším vojenském prostoru; zažil jejich následné srovnávání se zemí doplněné o plenění a ničení kostelů, kaplí i celých hřbitovů. a v rámci místní TJ Tatran organizoval četné sportovní soutěže. V roce 1962 patřil mezi iniciátory vzniku Lyžařského areálu Lišák, kde byly postupně vybudovány tři vleky, sáňkařská dráha, malý skokanský můstek, lyžařská chata a osvětlení svahu. V srpnu 1968 byl s kamarádem na návštěvě (a za nákupy) v německé Žitavě, kde se ocitl (po uzavření hranic v důsledku invaze vojsk Varšavské smlouvy do Československa) na dobu jednoho týdne v dočasné německé internaci. V Kašperských Horách učil Kintzl až do roku 1975, kdy byl (po více než dvaceti letech praxe v oboru) na základě výsledku třídně-politických prověrek (a v důsledku konfliktů s režimem, jichž se dopouštěl) shledán o prázdninách 1974 v Klatovech nezpůsobilým pracovat ve školství a musel z oboru odejít.

### Topičem (1976 až 1990)
Jako topič pracoval 14 let (od roku 1976 až do roku 1990) v kotelně místního podniku v Kašperských Horách. Zápornou stránkou věci bylo, že Kintzlovy děti nesměly studovat,  kladnou stránkou ale bylo, že této doby využil ke skládání svého „šumavského archivu“. V lednu 1979 jej zasáhla rodinná tragédie – jeho syn Petr podlehl vážným zraněním během lyžařských závodů, které se konaly v roce 1979 v Krkonoších, a zemřel v nedožitých jedenadvaceti letech.

### Poslední roky
Po revoluci se do školství vrátil a ještě tři roky učil. Po odchodu do důchodu nadále žil v Kašperských Horách, věnoval se sportu (lyžování a pěší turistice) a mapoval historii Šumavy. Publikoval články a knížky, jezdil po besedách a pořádal přednášky.
Za nejzajímavější místo Šumavy považoval Luzenské údolí s horou Luzný, kterou poprvé spatřil v roce 1947 a okamžitě mu učarovala. Za komunismu alespoň hledal místa, z nichž byl její vrchol viditelný. Po otevření hranice vedla jeho první cesta na Modrý sloup a na Luzný. Po vzniku národního parku Šumava věnoval značné úsilí, aby byla cesta Luzenským údolím oficiálně zpřístupněna a aby navázal na svého prastrýce, který značil turistickou trasu údolím hned po vzniku první republiky. Legálně se Luzenským údolím smělo jen v srpnu a září roku 2006 s asistovanými vycházkami v režii zaměstnanců národního parku. O tři roky později byla 15. července zkušebně na dvě sezóny otevřena trasa na Modrý sloup vedoucí úbočím Špičníku, kterou Emil Kintzl společně s pracovníky národního parku vyznačil. Nejblíže byl Emil Kintzl ke splnění snu o zpřístupnění Luzenského údolí v červenci 2013. I když cestu skrze údolí na Modrý sloup povolilo Ministerstvo životního prostředí ČR a Kintzl ji mohl v předstihu vyznačit, na základě žaloby Dagmar Kjučukové z Okrašlovacího spolku Zdíkovska a České společnosti ornitologické ji týden před oficiálním otevřením zamítl Krajský soud v Českých Budějovicích. V červenci 2015 zorganizovalo občanské sdružení Otevřená Šumava, jehož byl Kintzl předsedou, pochod Luzenským údolím na podporu vedení správy NP Šumava s jeho záměrem park více otevřít turistům. Sdružení však pro pochod nezískalo od správy parku výjimku pro povolení vstupu a byla mu udělena pokuta za nepovolený vstup 250 účastníků. Emil Kintzl tehdy na Modrém sloupu umístil na turistický rozcestník – pro jistotu na bavorské straně hranice – typizovanou cedulku s českým textem U Modrého sloupu, 1.200 m, historický hraniční přechod na česko-bavorské stezce. V roce 2017 Kintzl zval tehdejšího ministra životního prostředí Richarda Brabce, aby společně vyznačili stezku Luzenským údolím, ten mu ale odepsal, že to nepůjde, neboť stále probíhalo hodnocení 34 projektů, které Správa NP začala připravovat v roce 2014 a mezi něž zpřístupnění Luzenského údolí patří. Zveřejnění, za jakých podmínek by mohlo ke zpřístupnění dojít, se Kintzl však už nedožil, neboť k němu nakonec došlo až v červnu 2022.
V roce 1999 se seznámil s Jaroslavem Soukupem, který tehdy postavil chatu v Srní a postupně poznával místní pamětníky, podle jejichž vyprávění napsal tři knihy. Na knize s Emilem Kintzlem začal Soukup pracovat od roku 2004, kdy jezdil lyžovat na Zadov a vždy při zpáteční cestě se zastavil na oběd u Kintzlů v Kašperských Horách, kde mu Emil vyprávěl své učitelské zážitky. Od roku 2007 byl Soukup zaneprázdněn přípravou seriálu Policie Modrava, když v roce 2010 televize Nova jeho realizaci z finančních důvodů odložila, vrátil se k rozepsané knize a Kintzlovy učitelské vzpomínky pod titulem Učitel na Šumavě společně dokončili. Se Soukupem spolupracoval i v dalších letech jako poradce pro výběr lokalit při natáčení českého kriminálního televizního seriálu Policie Modrava, ve kterém byla i postava inspirovaná osobností Emila Kintzla a nesoucího jeho jméno (hrál ji Ladislav Mrkvička) a sám Kintzl si v několika dílech zahrál jako komparz.
Emil Kintzl účinkoval i v jedné silvestrovské show, kterou natáčela Televize FILMpro. 
Dlouhodobě se také věnoval historii lyžování, sháněl staré fotografie, texty, lyžařské učebnice. O historii lyžování na Šumavě napsal v roce 2008 knihu, když sám po zranění nemohl rok lyžovat. Společně s Karlem a Milanem Hamplovými vytvořil expozici věnující se historii lyžování, kterou v roce 2010 představili v železnorudském zámku, od roku 2016 je k vidění v železnorudském Environmentálním centru. Pro umístění vybrali Železnou Rudu, protože je nejnavštěvovanějším šumavským lyžařským centrem. Výstava nabízí i řadu unikátů, například fotografii prvního výrobce lyží v Čechách – Karla Paleczka, který pod Smrčinou na jihu Šumavy vyrobil první lyže už v roce 1890. Což se Kintzlovi podařilo dokázat oproti dosavadnímu tvrzení, že první lyže v českých zemích byly vyrobeny až o tři roky později v Harrachově.
Z popudu scenáristy Jana Fischera natáčel pro společnost Stream.cz a její Televizi Seznam seriálový pořad „Zmizelá Šumava“. Fischer Emila Kintzla znal díky svému otci, textaři Ivo Fischerovi, který koupil v 60. letech 20. století chalupu v Bohdašicích a Emil byl jeden z prvních lidí, které na Šumavě potkal. Jan jako dítě vedle nich prožil spoustu věcí, slyšel hodně historek a pak jako dospělý si říkal, že by stály za zaznamenání. Kintzl se v příbězích Zmizelé Šumavy zaměřil hlavně na prostor mezi Hartmanicemi a Železnou Rudou, kde to bylo nejvíce zdevastované – bylo tam hraniční pásmo, vojenské cvičiště a terčem se staly právě ty vesničky. Po úspěchu internetové seriálu vydali rozšířené příběhy i knižně.

### Úmrtí
Dne 12. března 2022 utrpěl na sjezdovce v Kašperských Horách po srážce s jiným lyžařem těžký úraz hlavy a musel být transportován vrtulníkem do nemocnice v Plzni, kde následně 14. března 2022 zemřel. Druhý účastník nehody Tomáš M. byl stíhán pro trestný čin usmrcení z nedbalosti. Po zásahu dozorové okresní státní zástupkyně, která obvinění zrušila jako předčasné, policisté doplnili dokazování a dospěli k opačnému závěru. Podle nich Kintzl vytvořil svým nepředvídatelným přejezdem přes celou šířku sjezdovky překážku, na kterou nemohl druhý z lyžařů i přes obezřetnou jízdu včas zareagovat. Podle znalce lze za příčinu střetu považovat i nestandardní způsob jízdy Emila Kintzla, který přešel náhle z krátkých oblouků k přímé jízdě napříč sjezdovkou. Státní zástupkyně Krajského státního zastupitelství v Plzni později zamítla stížnost rodiny zemřelého proti původnímu rozhodnutí policie o odložení případu.

## Tvorba (výběr)
- Kintzl, Emil. Zmizelý kousek Šumavy, aneb, Komu za to "dík"? = Ein verlorenes Stück des Böhmerwaldes, oder, Wem gilt der "Dank"?. Překlad Eva Forti. Vydání druhé. Kašperské Hory: Karel Pokorný, 2005. 141 stran. ISBN 80-239-5160-2.
- Kintzl, Emil. O počátcích lyžování na Šumavě slovem i obrazem. Vydání první Plzeň: Insyst, 2008. 180 stran. ISBN 978-80-254-1216-9.
- Kintzl, Emil a Soukup, Jaroslav. Učitel na Šumavě. Praha: Nový oceán, 2011. 167 stran.
- Kintzl, Emil a Fischer, Jan. Zmizelá Šumava. Vydání první. Zlín: Kniha Zlin, 2015. svazků. Stream. ISBN 978-80-7473-297-3.
- Kintzl, Emil a Fischer, Jan. Zmizelá Šumava. 2. Vydání první. [Zlín]: Kniha Zlin, 2019. 148 stran. Stream. ISBN 978-80-7473-902-6.